# Burg Hartenstein (Niederösterreich)
Die Burg Hartenstein in Österreich liegt im kleinen Kremstal, in der rauen Granitlandschaft des Waldviertels, etwa 15 km westlich der Stadt Krems im Gemeindegebiet von Weinzierl am Walde in Niederösterreich.

## Geschichte
Die Gründung der Herrschaft Hartenstein und der damit verbundene Bau eines Ansitzes liegt im Dunkel der Geschichte verborgen. Vermutlich wurde die Höhenburg von einem möglichen Abkömmling der Kuenringer, dem 1187 urkundlich erwähnten Heinricus de Hertinsteine errichtet. Hartenstein war auch im Besitz der Herren von Kaja und Kamegg. Sie besaßen die Burg bis 1270, als sie an die Brüder Hertnit und Leutold von Stadekke fiel. 1300 erwarb Heinrich von Wallsee die Anlage. Die mächtigen, aus Schwaben stammenden Wallseer scheinen im Waldviertel häufig als Nachfolger der Kuenringer auf. Sie besaßen zahlreiche Herrschaften wie Spitz, Senftenberg, Gföhl und Dürnstein. Sie ließen Hartenstein von Burggrafen verwalten. Als sie in der zweiten Hälfte des 14. Jahrhunderts etliche Herrschaften im Waldviertel aufgaben, kam Hartenstein von 1380 bis 1411 an die Herren von Maissau. 1416 gelangte Christoph von Rappach in den Besitz der Burg. Ab 1430 gehörte sie Hans und Leopold von Neidegg, den Besitzern von Burgschleinitz, Ranna und Albrechtsberg. 1445 kaufte sie Jörg Scheck vom Walde. Nun wechselten die Eigentümer ziemlich häufig.

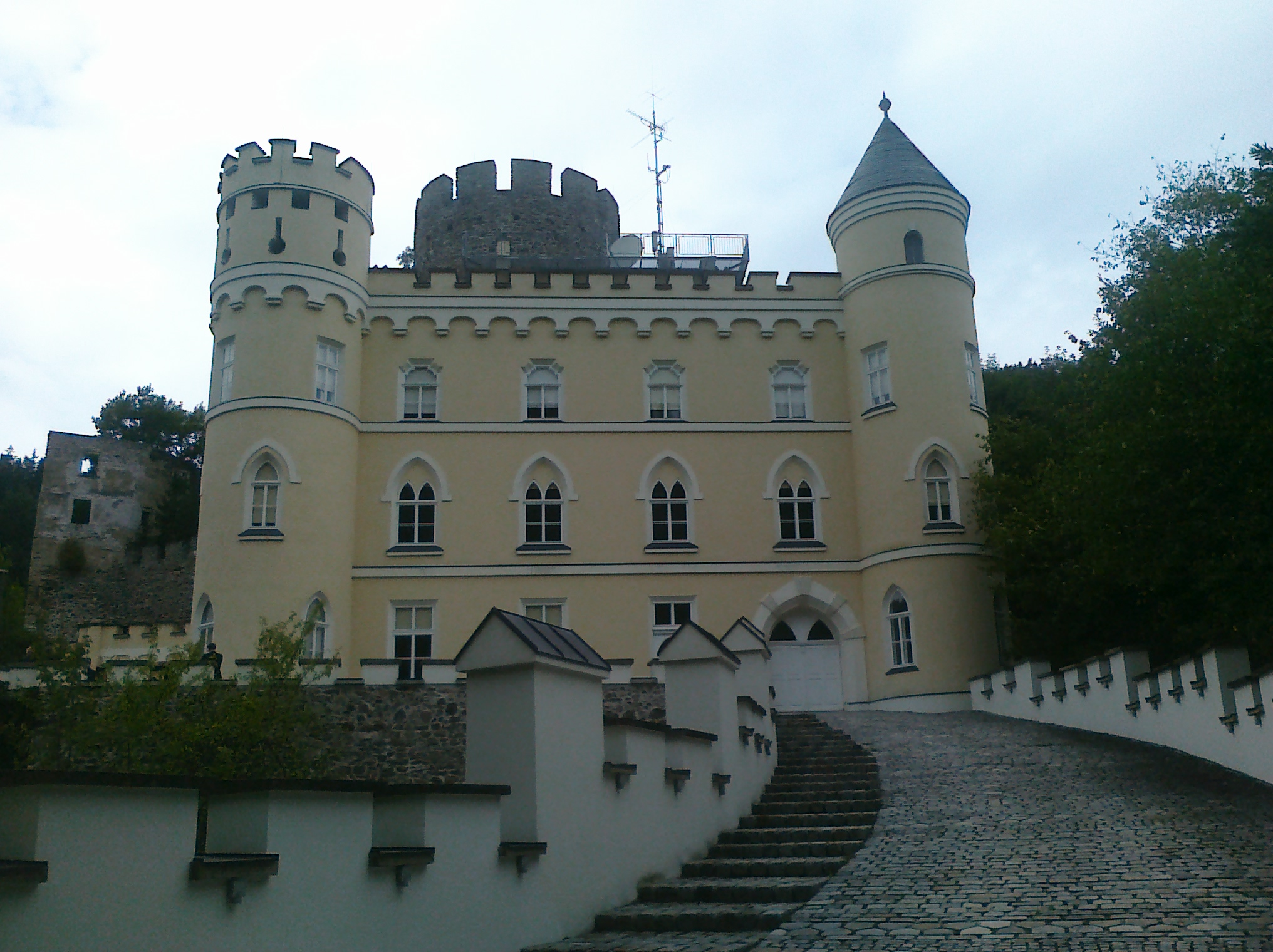
Die Vorburg; 1892/96 errichtet

In der zweiten Hälfte des 17. Jahrhunderts bevorzugten die Burgherren und Herrschaftsinhaber bequemere Wohnsitze, verließen die Burg und gaben sie dem Verfall preis. Doch noch 1645 widerstand sie einer kurzen Belagerung durch die Schweden, die allerdings die „Nasn“, ein Außenwerk sprengten. 1666 kaufte der später unrühmlich bekannt gewordene Finanzminister Georg Ludwig Graf Sinzendorf die Herrschaft mit 117 Untertanen. Nach seinem Tode 1682 erwarb Fürst Paul Esterhazy die Burg. 1726 belehnte Kaiser Karl VI. den Freiherrn Philipp Ferdinand von Gudenus mit Hartenstein, bei dessen Familie es bis 1927 blieb. In den Jahren 1780 bis 1799 benutzte Johann Heinrich Reichsfreiherr von Gudenus das noch brauchbare Material wie Türen und Fensterstöcke für den Bau seines Jagdschlösschen Els. Zu Beginn des 19. Jahrhunderts dienten die beiden Türme als Schüttkästen. Der Arzt Otto Pospischil pachtete 1892 die Anlage und richtete in der 1892/96 im historisierenden „Burgenstil“ umgebauten Vorburg eine Kaltwasserheilanstalt ein. Die Hauptburg war inzwischen längst zur Ruine geworden.
In der NS-Zeit diente der Bau dem Deutschen Jugendherbergswerk (DJH) als „Jugendburg“. Ein Wiederbelebungsversuch der Kuranstalt durch den Arzt Erich Buchmeier nach dem Zweiten Weltkrieg war nicht erfolgreich. 1993 übernahm Peter Kotauczek bzw. seine Firma BEKO Hartenstein.

## Umgebung
Unterhalb der Burg Hartenstein findet sich die aus dem Ufer gewaschene, in der Steinzeit von Neandertalern bewohnte Gudenushöhle, in der Niederösterreichs früheste, fast 100.000 Jahre alte Siedlungsspuren entdeckt wurden wie Faustkeile und andere Werkzeuge.